# دایسوکه کیموری
دایسوکه کیموری (انگلیسی: Daisuke Kimori؛ زادهٔ ۲۸ ژوئیهٔ ۱۹۷۷) بازیکن فوتبال اهل ژاپن است.